# Zrinjevac

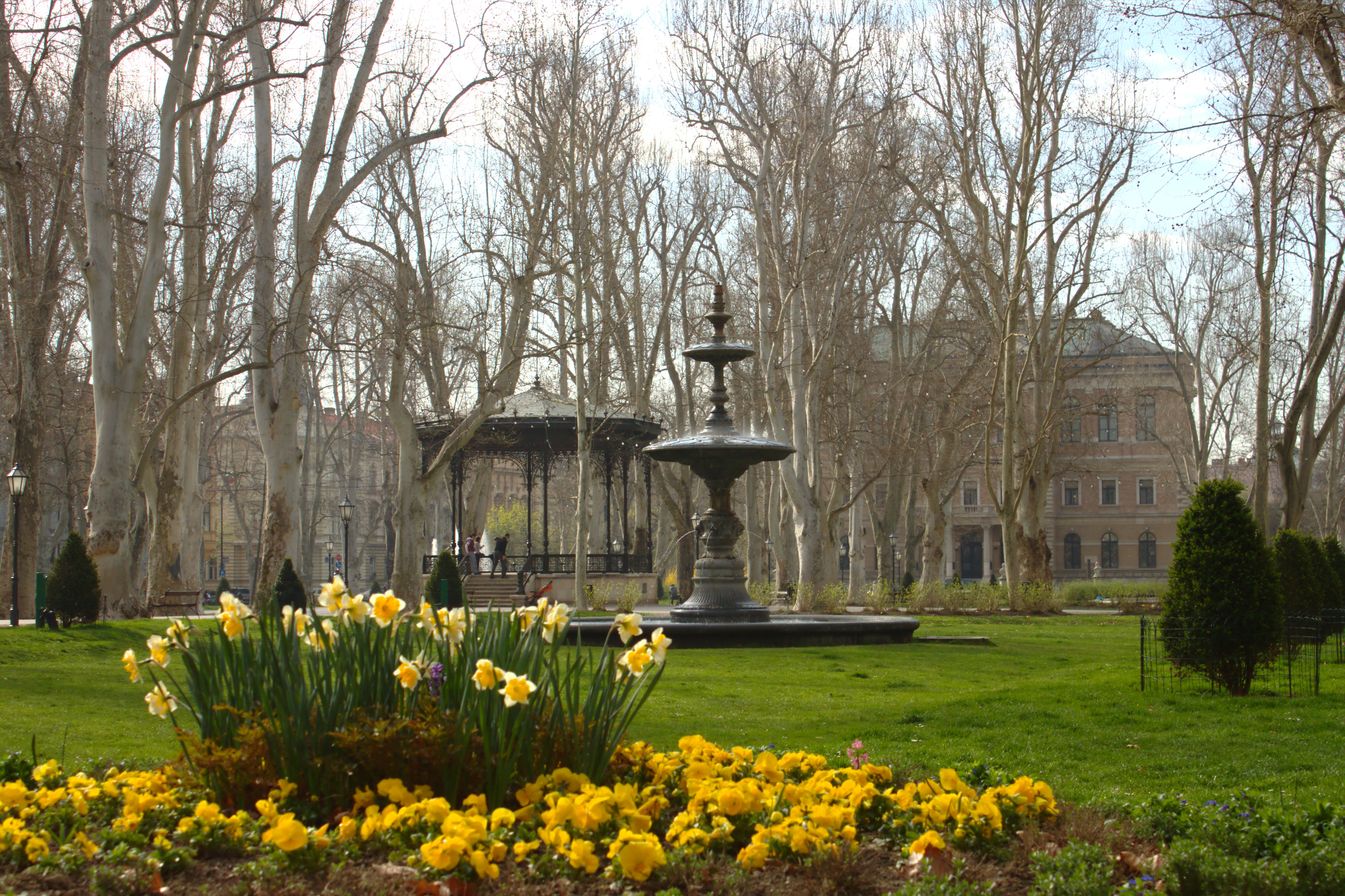
Pohled na platanovou alej parku Zrinjevac na jaře

Zrinjevac je park v centrální části chorvatské metropole Záhřebu. Svůj název nese podle Nikoly Šubiće Zrinjského. Park vymezuje ze severu ulice Nikoly Tesly a z jihu ulice Andrije Hebranga. Otevřené prostranství přechází v jižní části v park Josipa Juraje Strossmayera. Rozloha parku Zrinjevac činí 12 540 m2
Park je známý díky své platanové aleji a hudebnímu altánu, který byl zbudován již v roce 1891. Je navíc jedním z nejstarších v chorvatské metropoli. V jeho jižní části se nachází busty významných osob chorvatské kultury a vědy, jako např.: Julija Kloviće, Andrije Meduliće, Krste Frankopana, Nikole Jurišiće, Ivana Kukuljevića Sakcinského a Ivana Mažuraniće.
V letních měsících jsou v parku často organizovány různé kulturní akce, koncerty apod.
V blízkosti parku sídlí několik významných chorvatských institucí, jako např. chorvatský Nejvyšší soud, Archeologické muzeum, Chorvatská akademie věd, Ministerstvo vnitra a oblastní soud.